# Concílios de Clovecho
Por Concílios de Clovecho compreende-se os sete concílios não ecumênicos, realizados na igreja da Inglaterra, no período entre os anos 742-825. Nestes concílios além dos bispos, os abades, os reis da Mércia e seus súditos tomaram parte, não era em verdade um sínodo na acepção do termo, mas um misto, ou encontro religioso, entre o clero regular, secular e poder estatal constituído. Nestes encontros os assuntos da igreja foram decididas pelos bispos, sob a presidência do arcebispo e o rei deu o seu consentimento ou aval para as decisões ali deliberadas.

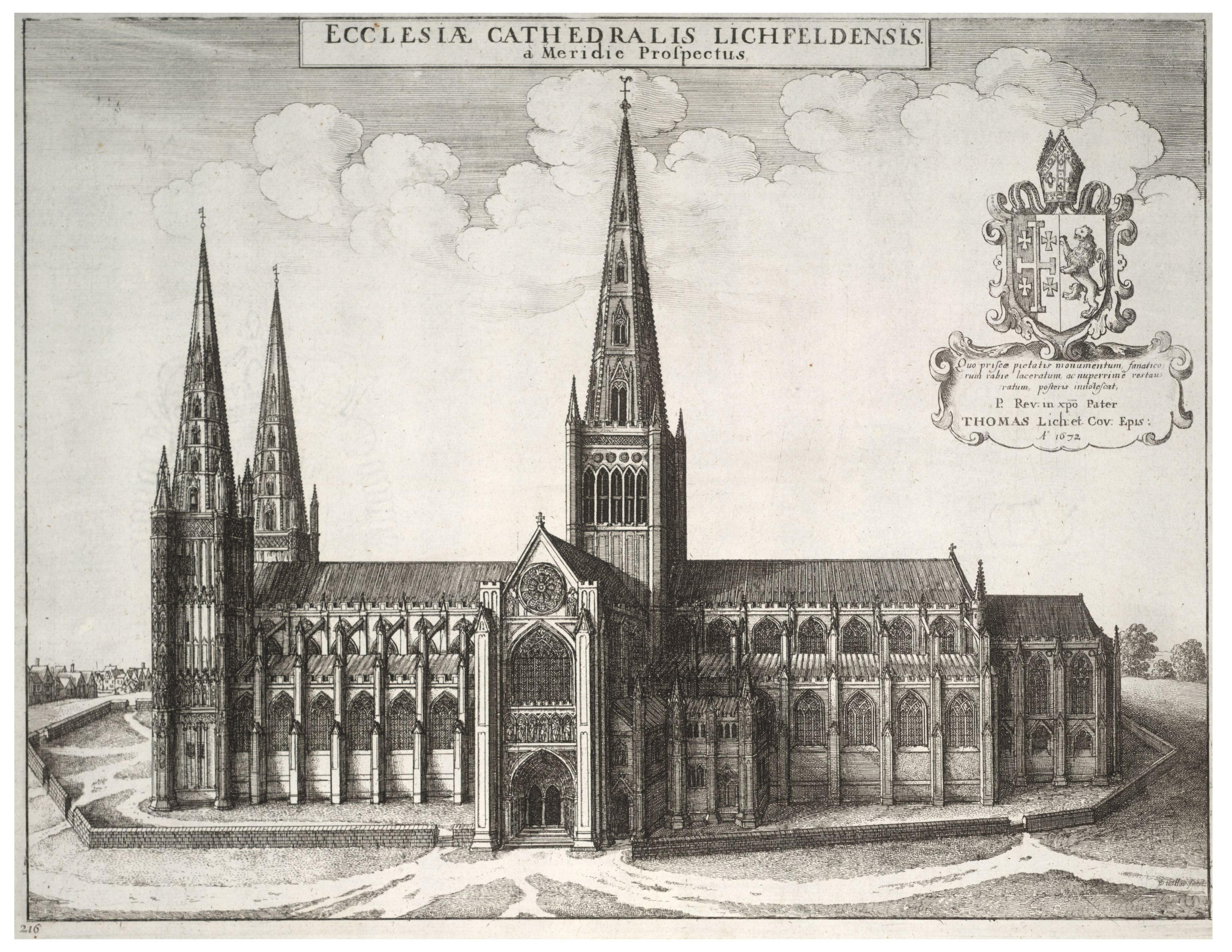
Catedral de Lichfield

O motivo pelo qual estes Concilios realizaram-se em Clovecho (também: Clofeshoch, Clofeshoas) não ficou claro. Presumivelmente concebe-se que seja pelo fato de Clovecho situar-se no reino da Mércia e perto de Londres. Possíveis localizações são identificadas na pesquisa: Abingdon, Tewkesbury ou Cliff-at-Hoo em Câncio.
Existem registros de um outro concílio realizado em Clovecho no ano de 716, todavia a autenticidade ou confiabilidade desses registros ficou em xeque e consta como duvidosa. Para os concílios abaixo citados, todavia, as fontes são seguras, confiáveis e disponíveis:

## Concílio de 742
Presidido pelo arcebispo da Cantuária Cuteberto (741–760), contou com a assistência do rei Atelbaldo de Mércia.

## Concílio de 747
Presidido pelo arcebispo da Cantuária Cuteberto (741–760), foi um dos mais importantes concílios ocorridos na região. Nele deu-se a adoção de 31 regras canônicas.

## Concílio de 794
Presidido pelo arcebispo de Lichfield Higeberto. (779-799) e assistido pelo rei Offa de Mércia, decidiu-se sobre possessões doadas pela Arquidiocese.
Presidido pelo arcebispo da Cantuária Etelhardo (793–805) e assistido pelo rei Cenúlfo, abordou questões de crença e prática religiosa, um acordo sobre uma troca de terras

## Concílio de 803
Presidido pelo arcebispo da Cantuária Etelhardo (793–805) e assistido pelo rei Cenúlfo, deliberou sobre um pedido do papa Leão III, deu-se a reversão de Lichfield em arcebispado o qual ficou subordinado ao arcebispo de Cantuária.

## Concílio de 824
Presidido pelo arcebispo da Cantuária Vulfredo (805-832) e assistido pelo rei Beornulfo, deliberou sobre uma questão de herança.

## Concílio de 825
Presidido pelo arcebispo da Cantuária Vulfredo (805-832), deliberou sobre a clarificação de uma disputa entre o arcebispo e a abadessa Cuentrida.